# Bloemsilhouetten
Bloemsilhouetten is de officieuze benaming voor een aantal muurschilderingen in Amsterdam-West.
In de jaren tachtig werd er in de buurt Kop van Jut, ook al een officieuze naam voor de buurt Marcanti, een aantal woningen binnen de sociale woningbouw gerealiseerd. De woningen werden ontworpen door Sier van Rhijn en uitgevoerd in bruin- en wittinten. Volgens een artikel in Het Parool was daar men na verloop van tijd niet erg blij mee. De wijk en woningen werden er gebouwd in opdracht van woningbouwvereniging Zomers Buiten. Zomers Buiten fuseerde in 2008 met Ymere. Deze liet een aantal gebouwen in de wijk “letterlijk opfleuren” door een aantal muren te laten beschilderen met silhouetten van bloemen. Ook dit bleek, zoals uit hetzelfde artikel blijkt, ook weer niet tot ieders genoegen te zijn geweest.
De bloemsilhouetten zijn het best te zien vanaf de Kostverlorenvaart of de Beltbrug daaroverheen. De bloemen zijn dan als beeltenissen op de kopse kant van gevels te zien; het soort bloem wordt daarbij niet vermeld. Bloemen met soortnaam zijn te vinden op de bebouwing in de wijk, ze zijn gezet op blinde geveldelen of onder een poortgebouw.

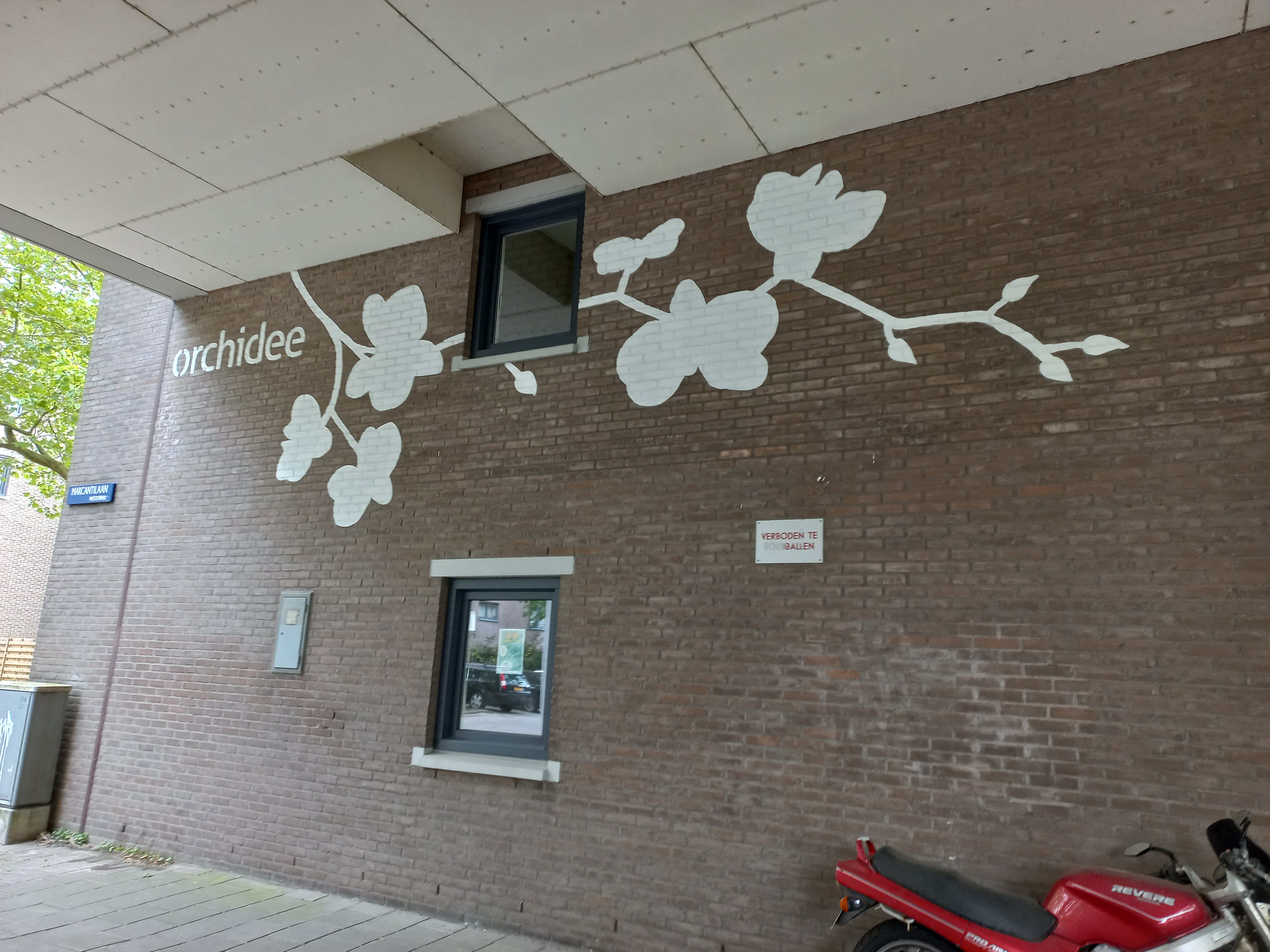
Orchidee onder poortgebouw (augustus 2023)

De kunstenaar is onbekend.